# Tapir Gao
Tapir Gao (né le 1er octobre 1964) est un homme politique indien. Il est le président de la section Arunachal Pradesh du Bharatiya Janata Party (BJP). Il a été membre de la 14e Lok Sabha (2004-2009), représentant la circonscription d'Arunachal East pour le BJP. Il a perdu ce siège en 2009 et 2014, mais a été élu à la Lok Sabha pour la deuxième fois en 2019. Gao a été secrétaire général du BJP en 2011.
Le 7 août 2024, Tapir Gao devient co-président du Forum parlementaire indien multipartite pour le Tibet.
Le 16 décembre 2024, lors de la session d'hiver du Parlement (Lok Sabha), Tapir Gao appelle le gouvernement indien à reconnaître officiellement l'institution du dalaï-lama et fait part de ses inquiétudes concernant l'ingérence de la Chine dans la reconnaissance de la réincarnation de l'actuel dalaï-lama, Tenzin Gyatso.